# Louftémont
Louftémont est un village de l'Ardenne belge, en plein cœur de la forêt d'Anlier. Administrativement il fait partie de la commune de Léglise, située dans la province de Luxembourg en Région wallonne de Belgique.
Le 1er janvier 1977, à l'occasion de la fusion de communes en Belgique, l'ancienne commune d'Anlier fusionna avec celle d'Habay, sauf les villages de Behême, Louftémont et Vlessart, qui furent rattachés à la nouvelle commune de Léglise.